# Museo de los Santos
El Museo de los Santos de Olot es un museo español de la ciudad de Olot (Gerona), situado en el edificio ecléctico del Arte Cristiano, que fue el primer taller de imaginería religiosa, fundado en 1880 por Joaquín Vayreda, Josep Berga Boix y Valentí Carrera.

## El museo
El Museo de los Santos de Olot es una institución, inaugurada en el año 2007, que tiene el objetivo de presentar el oficio dedicado a la fabricación artesanal de imaginería religiosa. Con la voluntad de ampliar su ámbito de acción, también dedica una especial atención al resto de oficios artesanales, a la cultura popular y tradicional y a la vida y obra de Marian Vayreda, uno de los socios fundadores del primer taller de imaginería de la ciudad, junto con su hermano Joaquín y con Josep Berga i Boix: El Arte Cristiano.
Marian Vayreda, pintor y escritor, vivió en la primera planta del Museo, donde escribió la novela La punyalada, obra esencial de la literatura catalana.
El Museo está ubicado en un edificio neogótico del siglo XIX conocido como el Arte Cristiano, la construcción del cual empezó en el año 1890 de acuerdo con un proyecto elaborado por el arquitecto modernista Joaquim Codina i Matalí, por encargo de Joaquín Vayreda.

## Recorrido por el museo

### Sala de modelos
Se puede empezar la visita en este punto, aunque en el circuito del Museo es la sala número cuatro. Iniciando aquí el recorrido seguiremos el proceso por orden de fabricación de una imagen, que es lo que se puede descubrir durante la visita.
La sala de modelos escenifica un almacén de piezas. Se trata de un espacio compartido entre el Museo y el taller El Arte Cristiano, que ha dejado parte de su material en depósito. 
Los modelos son las piezas más originales que se conservan. El proceso empieza cuando el escultor hace una figura de barro y, a continuación, se hace un molde para poder hacer una copia con pasta de madera, material que se consigue mediante la mezcla de cola de conejo (una cola de origen animal), yeso y blanco de España.
De este molde se extrae una pieza que será la que se reproducirá de forma seriada en el futuro y que son las que se pueden ver en esta sala.
Sorprende ver que algunas de las piezas tienen las extremidades u otros elementos en una bolsa aparte; esto es así porque los elementos de la escultura que sobresalen tienen que moldearse aparte y engancharse a posteriori, ya que sería imposible que pudiese moldearse de una sola vez.
Cuando el taller recibe un encargo, el primer paso es seleccionar el modelo en cuestión y llevarlo al taller para hacer la reproducción.
Una vez hecha la visita en este espacio tenemos que bajar hasta el sótano para seguir con la siguiente fase del proceso.
Recomendamos que compaginéis la lectura de estos textos con la visualización de los videos que encontraréis en las salas.

### Moldeado y retoque (Planta -1)
Aquí empieza el proceso de fabricación seriada del modelo escogido en la sala anterior.
Primero se coloca el modelo a la charpa correspondiente. La charpa es la estructura que servirá para poder hacer el molde; cada pieza tiene la suya y se guardan en otro almacén.
Se utiliza barro para fijar el modelo con la charpa. Para la creación del molde, que no es más que el negativo del modelo, se utiliza gelatina, un líquido espeso que se solidifica al enfriarse y que se introduce por unos agujeros que tiene la propia charpa. Se harán dos moldes:  uno para la cara y otro para la espalda de la figura.
Una vez se tienen los moldes, se recubren con pasta de madera, llegando a todos los rincones, y después se coge arpillera (tela de saco) y se aplica pasta de madera. Los retales de arpillera se colocan por toda la superficie del molde y, de este modo, una vez seca la mezcla, le dará más consistencia. Finalizado el proceso con las dos partes de la figura, se deja secar y, una vez seca la pieza, se procede a desmoldarla.
Siguiendo el recorrido se llega a la parte del retoque, donde se deja la pieza en perfectas condiciones para poder ser pintada y decorada.
En el proceso de moldeado han quedado rebabas y imperfecciones, y las partes que sobresalen tienen que moldearse aparte y tienen que ponerse en este momento. También es donde se pondrán los ojos, uno de los procesos más difíciles y delicados.

### Pintura y decoración (Planta baja)
Una vez llegan a este espacio, las piezas toman su valor de venta al público.
Es en este lugar donde se pintan y decoran según la categoría que ha escogido el cliente. Pero antes de ser pintadas se impregnan de una capa de cola un poco clara para tapar cualquier poro que haya podido quedar en la pasta.
Cada taller tiene su catálogo, que es donde muestra sus productos y donde se detallan las características que pueden tener las imágenes: tamaños, decoraciones, precios...
El precio está directamente relacionado con el tamaño y la decoración de la pieza. En cuanto a la decoración, el precio dependerá de las técnicas necesarias para hacerla y de los materiales asociados.
Decorar una imagen de un modo u otro le confiere un carácter específico. Puede pintarse a la manera antigua, policromada, imitando madera, decorada sin cenefas doradas o de colores...
Tal como explica Alexandre Cuéllar en Els “sants” d’Olot, las imágenes “se pintan con pintura al oleo. El aprendizaje no solía ser demasiado fácil, porque cada pintor tenía sus “tintas secretas” y no era amigo de facilitarlas a un posible competidor. (...) No querían divulgar ningún hallazgo ni ningún secreto. Los medios tonos eran sagrados”.
Para dejar terminada la figura se colocan los elementos que no son propiamente de la pieza (la corona, la cruz, la camita...) según cuál sea la imagen.

### Cultura popular. Imaginería festiva y pesebres
Los talleres de la ciudad de Olot centraron su producción en la imaginería religiosa, pero a menudo también se dedicaron a producir imaginería festiva. Muchos de los gigantes y cabezudos de Cataluña fueron construidos en talleres de estatuaria olotenses.
En este espacio hay algunos ejemplos de elementos de la farándula olotense.  Son un ejemplo el Gigante y la Giganta de Olot, hechos por Miquel Blay y Celestí Devesa respectivamente, bajo la dirección del "Avi Berga", Josep Berga i Boix. A los dos jóvenes escultores les encargaron este trabajo en el año 1888 cuando todavía eran estudiantes de la escuela de arte que Berga dirigía.
Según parece Blay se inspiró en un mozo de una pastelería de la ciudad, aunque también hay quien dice que lo hizo con el encargado de sección del taller de Arte Cristiano. Celestí Devesa, por su lado, lo hizo con una estanquera de la calle de Sant Rafel.
Bailaron por primera vez por Corpus del año 1889 y substituyeron a los Gigantes Viejos, atribuidos al escultor Ramon Amadeu y que se exponen justo al lado de los mencionados anteriormente.
En la sala que se abre justo al lado de los gigantes se pueden ver, a mano derecha, algunas pieza de la colección Renart, compuesta por figuras y elementos diversos relacionados con el pesebre.
En la sala de delante destacan las figuras del escultor barcelonés Ramon Amadeu, que vivió en Olot como refugiado durante la guerra de la Independencia Española.

### Los santos de Olot y Marian Vayreda
En este ámbito se pueden ver, en un primer espacio, diferentes ejemplos de escultores que empezaron a trabajar en los talleres de santos de Olot, pero que se proyectaron más allá, siendo hoy escultores de prestigio. Son una muestra Miquel Blay, Josep Llimona, Joaquim Claret o Celestí Devesa.
En la sala siguiente, a mano derecha, se puede hacer un pequeño recorrido por la historia de los talleres, con un ejemplo de Josep Berga i Boix, una escultura de primera época, y otra de Josep Berga i Boada.
Durante la Guerra Civil los talleres se vieron obligados a producir torsos pedagógicos, bustos de políticos o imágenes decorativas para evitar el cierre o incluso la muerte. No obstante, algunos continuaban produciendo santos a escondidas y de este modo, vendiéndolas en América del Sur, conseguían divisas.
En el resto de la sala se pueden ver ejemplos de imágenes producidas en los diferentes talleres de la ciudad; durante los años 50 hubo más de treinta trabajando a la vez.
En este espacio del edificio es donde Marian Vayreda vivió con su familia y donde escribió gran parte de su obra literaria, entre otros La punyalada, una de las obras maestras de la literatura catalana.
Para terminar la visita es recomendable ir a la planta baja y pedir en el Servicio de Atención al Visitante ver el audiovisual del Museo, que resume los contenidos y da una visión histórica del oficio y su importancia en la ciudad.

## Objetos y elementos destacados
- Taller El Arte Cristiano (1896-1906). Trabajar en los talleres de santos era un prestigio. La industria de la imaginería religiosa dio a Olot trabajo y riqueza. En los más de treinta talleres que se fundaron llegaron a trabajar más de 1.500 personas a la vez.[7]

- Creación del molde. Los moldes de gelatina se pueden utilizar hasta siete veces. Cada vez que se empieza el proceso se aprovecha el molde y se hacen el máximo de copias posibles para aprovecharlo. La producción restante se guarda en el llamado almacén de blancos, donde las copias esperan que un nuevo encargo las ponga en el circuito de producción.[8]

- Ojos de cristal. La colocación de los ojos a las piezas es una de las tareas más complicadas de todo el proceso de fabricación; una labor que solo pueden realizar aquellos artesanos con mucha experiencia. Los ojos son generalmente de cristal. Hace unos cuantos años se compraban a un artesano de Castellfollit de la Roca, población a unos ocho quilómetros de Olot. Cuando este se jubiló y nadie siguió su oficio, los ojos tuvieron que comprarse en Alemania, de donde provienen actualmente.[9]

- Cucut y Xurruca. Algunos de los talleres de Olot tienen su propia imaginería festiva, ya sean gigantes, cabezudos... El día en el que se celebraba la festividad del patrón del taller, era tradición hacer un comida popular con los trabajadores y los propietarios, y era también cuando se hacía bailar su propia farándula. Cucut y Xurruca eran los cabezudos de Las Artes Religiosas. Cuando este taller cerró, estos dos elementos pasaron a formar parte de los elementos del barrio de San Ferriol.[10]

- El Dragón del Carme. El Dragón del Carme es obra de Toribi Sala y de Manuel Traité. Fue construido en el taller de imaginería el Arte Cristiano y es propiedad del convento carmelita. En el año 1928 hizo su primer baile en postura horizontal, tal como vemos en la foto pero el año siguiente ya salió a bailar tal como lo conocemos hoy. Si os fijáis podréis ver que su cuerpo está hecho como si fuera un cesto. Lo podréis ver bailar en la plaza del Carme el día 16 de julio, festividad de esta virgen.[11]

- La punyalada. La punyalada, de Marian Vayreda, apareció en fascículos a lo largo del año 1903 y se publicó en volumen independiente en el 1904. La punyalada nos lleva a la destrucción del individuo en el marco histórico del bandolerismo que siguió las guerras carlinas. El narrador conjuga un magnífico despliegue de recursos narrativos y un colorido y preciso sentido de la lengua. En el alma de la novela viven su particular triángulo de amor y de muerte tres personajes inolvidables: Albert Bardals, Ivo y Coralí.[12]